# Qiu Jian
Qiu Jian (n. 25 iunie 1975, Qingjiangpu District⁠(d), Jiangsu, Republica Populară Chineză) este un trăgător de tir ce a reprezentat Republica Populară Chineză, medaliat olimpic. A participat la o ediție a Jocurilor Olimpice (2008) în care a câștigat o medalie de aur.